# ديفيد تورو (لاعب كرة قدم)
ديفيد تورو (بالإسبانية: David Toro Jiménez)‏ هو لاعب كرة قدم إسباني في مركز الهجوم، ولد في 28 مايو 1997 في الغابة في إسبانيا. لعب مع نادي قادش.

## وصلات خارجية
- ديفيد تورو على موقع قاعدة بيانات كرة القدم.إي يو (الإنجليزية)
- ديفيد تورو على موقع Soccerway.com (الإنجليزية)